# Petinomys hageni
Petinomys hageni är en däggdjursart som först beskrevs av Fredericus Anna Jentink 1888. Den ingår i släktet Petinomys och familjen ekorrar. Inga underarter finns listade i Catalogue of Life.

## Beskrivning
Pälsen på ovansidan är rödbrun, med en skiftning till gråbrunt på rygg och hjässa. Runt ögonen till öronen har den ett brett, brunt band på varje sida. Svansen är rödsvart, på undersidan uppblandat med gråbrunt. På undersidan är arten rödaktigt vit. Pälsen på flyghuden är svart med rödbruna spetsar på de enskilda håren. Längden är 23 till 28 cm, ej inräknat den 24 till 25 cm långa svansen. Medelvikten är 388 g.

## Utbredning
Denna flygekorre har bara påträffats två gånger, på norra Sumatra respektive västra Borneo.

## Ekologi
Arten är nattaktiv, trädlevande och förekommer i urskogar.

## Status
På grund av de fåtaliga exemplar som studerats, vat man mycket litet om arten. IUCN kategoriserar den globalt under kunskapsbrist.